# Marija Vratarić
Marija Vratarić r. Milković (1939.) je hrvatska inženjerka agronomije. Rodom je iz Smiljana.
Agronom je europskog ugleda. Najcjenjenijija je hrvatska stručnjakinja za soju.
Vodila je Odjel za krmno bilje i sjemenarstvo Poljoprivrednog instituta Osijek od 1967. do 2009. godine. Za njena rukovođenja Odjela za industrijsko bilje i sjemenarstvo Odjel je kadrovski ojačao. Odjel je poslije promijenio ime u Odjel za oplemenjivanje i genetiku industrijskog bilja. Razvijeni su oplemenjivački programi na soji, suncokretu i ozimoj uljanoj repici i uskoro su stvoreni su priznati vlastiti kultivari i hibridi, čijom je komercijalizacijom Odjel stvorio snažniju materijalnu neovisnost.

## Djela
- Proizvodnja soje, NIRO Zadrugar, Sarajevo, 1986.
- Soja, Marija Vratarić i Aleksandra Sudarić, Poljoprivredni institut, Osijek, 2000.
- Suncokret:Helianthus annuus L., Poljoprivredni institut, 2004.
- Proizvodnja suncokreta, Marija Vratarić, Draženka Jurković, Marija Ivezić, Poljoprivredni institut, 2005.

## Vanjske poveznice
- [neaktivna poveznica] Marija Vratarić
- Poljoprivredni institut Osijek  Arhivirana inačica izvorne stranice od 31. listopada 2014. (Wayback Machine) Marija Vratarić i suradnici
- Scientific Commons[neaktivna poveznica]